# Abwehramt
Das Abwehramt (AbwA) ist einer der beiden Nachrichtendienste des österreichischen Bundesheeres (ÖBH) und untersteht, so wie das Heeres-Nachrichtenamt (HNaA), dem Bundesministerium für Landesverteidigung (BMLV). Das Abwehramt dient dem „Eigenschutz“ des Bundesheeres, d. h., es soll – nach Maßgabe des seit 1. Juli 2001 geltenden Militärbefugnisgesetzes (MBG) – vorsätzliche Angriffe auf militärische Rechtsgüter (Personen, Sachen, Geheimnisse) und damit die Beeinträchtigung der militärischen Sicherheit sowohl im Inland als auch im Rahmen der zu Auslandseinsätzen entsandten Kontingente – in Kooperation mit den Sicherheits- und den Strafverfolgungsbehörden – vorzeitig erkennen und Straftaten verhindern.

## Struktur
Das Abwehramt des österreichischen Bundesheeres mit Sitz in der Hetzgasse 2 in Wien-Landstraße (3. Bezirk) umfasst vier Abteilungen:
- Führungs-Abteilung (Führung, nachrichtendienstliche Ausbildung, Informationsanalyse und Auswertung, Verwaltung, Personelles)
- Abteilung A (militärische Verlässlichkeits-/Firmenüberprüfung/Ausland)[4]
- Abteilung B (Nachrichtendienstliche Abteilung)
- Abteilung C (Technische/Elektronische Dienste)

Außerdem hat das AbwA vier Außenstellen (Abwehrstellen – Ast) in Graz, Salzburg, Linz und Klagenfurt. Dazu kommen noch Verbindungsoffiziere sowie Intelligence-Elemente bei allen Auslandsmissionen des Bundesheeres.

### Leiter des Abwehramtes
- Korpskommandant Kurt Diglas 1983–1992
- Divisionär Werner Lackner 1992–1996
- Generalmajor Gregor Keller (interimistisch) 1997
- Brigadier Erich Deutsch 1998–2007
- Brigadier Ewald Iby (interimistisch) 2007
- Generalmajor Wolfgang Schneider 2007–2009
- Generalmajor Edwin Potocnik (interimistisch) 2009–2010
- Generalmajor Anton Oschep 2010–2014
- Brigadier Ewald Iby (interimistisch) 2014–2016
- Brigadier Rudolf Striedinger April 2016[5] – Jänner 2020[1]
- Brigadier Reinhard Ruckenstuhl (interimistisch seit Jänner 2020)[1]

### Derzeitige Führungsstruktur
- Brigadier Reinhard Ruckenstuhl, interimistischer Leiter Abwehramt[1]
- Oberst dG Walter Unger, Leiter Abteilung C (Technische/Elektronische Dienste)

## Aufgaben
Folgende aktuelle Aufgaben sind – sowohl im Inland als auch im Rahmen von Auslandskontingenten – durch das Abwehramt des österreichischen Bundesheeres zu erfüllen:
- Angelegenheiten der klassischen nachrichtendienstlichen Abwehr (Abwehr von Spionage, Sabotage, sonstigen kriminellen Handlungen) und Erstellung des Lagebildes im In- und Ausland hinsichtlich der militärischen Sicherheit[6]
- Angelegenheiten der Verlässlichkeitsprüfungen
- Angelegenheiten des Sicherheitsbeauftragten des BMLV
- Angelegenheiten des Informationssicherheitsgesetzes und der Informationssicherheitsverordnung im Bereich des BMLV[7]
- Angelegenheiten der nationalen und internationalen Akkreditierung der Sicherheit von Informations- und Kommunikations-Technik-Systemen als nationale Zulassungsbehörde im militärischen Bereich („Security Accreditation Authority“ – SAA)
- Angelegenheiten der „Elektronischen Abwehr“ (insbesondere Suche nach Abhöreinrichtungen und Schadsoftware in Informations- und Kommunikations-Techniksystemen) und der IKT-Sicherheit[8]
- Zusammenarbeit mit österreichischen Behörden sowie fremden Nachrichtendiensten und Stellen mit vergleichbarer Aufgabenstellung zum Zwecke der Sicherstellung, Erhaltung oder Wiederherstellung der militärischen Sicherheit.[9] Die im Zuge eines bereits 2011 in Gang gesetzten „Corporate Identity Management-Prozesses“ entwickelten Ergebnisse (Leitbild, Leitspruch und Logo des Abwehramtes) verdeutlichen die umfangreichen AbwA-Agenden bzw. machen sie anschaulich.[10]

Für die Überprüfung von Maßnahmen zum Schutz der verfassungsmäßigen Einrichtungen und ihrer Handlungsfähigkeit sowie nachrichtendienstlicher Maßnahmen zur Sicherung der militärischen Landesverteidigung wählen die jeweils zuständigen Ausschüsse des Nationalrates je einen Ständigen Unterausschuss (Art. 52a Abs. 1 B-VG, § 32b Abs. 1 GeschäftsordnungsG 1975 – GOGNR). Der vom Landesverteidigungsausschuss des Nationalrates gewählte Ständige Unterausschuss tagt grundsätzlich einmal im Vierteljahr und in der Regel sind seine Sitzungen vertraulich (§§ 32c, 32d GOGNR).
Nach dem Vorbild des in die Strafprozeßordnung (StPO) eingeführten Rechtsschutzbeauftragten (RSB-StPO) wurde im seit 1. Juli 2001 geltenden Militärbefugnisgesetz (MBG) einem Rechtsschutzbeauftragten (RSB-MBG) die (präventive) rechtliche Kontrolle der Tätigkeit der beiden Nachrichtendienste des österreichischen Bundesheeres übertragen. Gegenwärtig werden die dem entsprechenden Prüfungsrechte und Kontrollpflichten von SektChef iR Alfred Mayer und seinen beiden Stellvertretern SenPräs des OGH iR Ernst Markel und Brigadier Karlheinz Probst wahrgenommen.
Der Rechtsschutzbeauftragte (RSB-MBG) hat seine Berichte dem Ständigen Unterausschuss des Landesverteidigungsausschusses des Nationalrates vorzulegen. Einzelne geplante Maßnahmen von Organen der nachrichtendienstlichen Abwehr sind im Voraus dem Rechtsschutzbeauftragten beim Bundesminister für Landesverteidigung zu melden und nur nach dessen ausdrücklicher Zustimmung erlaubt durchführbar.

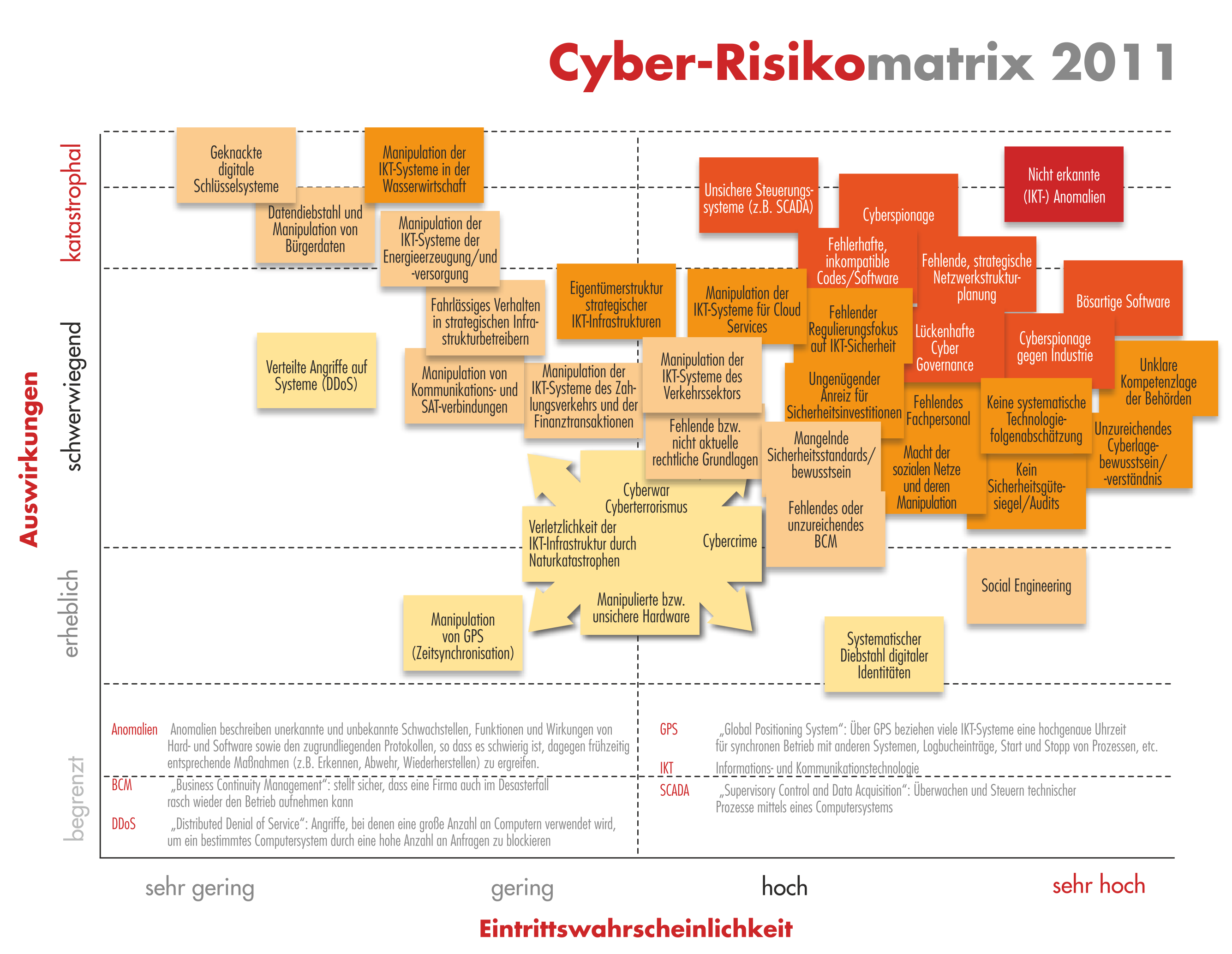
Cyberrisikomatrix 2011

Die zunehmende Verletzlichkeit strategischer Infrastrukturen (= Organisationen oder Einrichtungen mit lebenswichtiger Bedeutung für das staatliche Gemeinwesen, bei deren Ausfall/Störung für größere Bevölkerungsgruppen nachhaltig wirksame Folgen eintreten) veranlasste das Bundeskanzleramt im Juni 2012 die „Nationale IKT-Sicherheitsstrategie Österreich“ und im März 2013 die „Österreichische Strategie für Cybersicherheit“ (ÖSCS) zu veröffentlichen. Sie sollen – im Rahmen der Österreichischen Sicherheitsstrategie – als contrapassive Konzepte den Schutz des Cyber Raumes und der Menschen im virtuellen Raum unter Berücksichtigung der Grund- und Freiheitsrechte sicherstellen. Das soll erreicht werden durch Installierung der erforderlichen Strukturen (Abdeckung des Bereiches Cyber Defence durch das BMLV, Aufbau eines militärischen Cyber Emergency Readiness Teams (MilCert) beim Führungs Unterstützungszentrum unter Einsatz des notwendigerweise gut ausgebildeten Personals mit der Aufgabenstellung, bevorstehende Cyber-Bedrohungen zu erkennen, präventive Maßnahmen zu treffen und im Falle einer Cyber-Attacke den Betroffenen Hilfe leistend beizustehen) und einen CERT-Verbund für Cyber-Sicherheit.

## Geschichte
Mit Ministerratsbeschluss vom 2. April 1985 wurden die Abwehraufgaben aus dem mit Ministerratsbeschluss vom 7. März 1972 eingerichteten Heeres-Nachrichtendienst, der bis dahin sowohl für den Abwehrbereich der militärischen Sicherheit als auch für die nachrichtendienstliche Aufklärung zuständig war, herausgelöst und einem „Inlandsnachrichtendienst“ – dem daraufhin neu gebildeten Abwehramt (AbwA) – und die Aufklärungsaufgaben einem „Auslandsnachrichtendienst“ – dem ebenso neu konfigurierten Heeres-Nachrichtenamt (HNaA) – übertragen. Der danach ergangene BMLV-Erlaß vom 29. August 1985 – er regelte Aufgaben, Befugnisse, Organisation und Zweck der militärischen Nachrichtendienste neu – blieb bis zum Inkrafttreten des Militärbefugnisgesetzes (MBG) maßgebliche Basis für beide Nachrichtendienste.
Für das erfolgreiche Erfüllen der aufgetragenen Pflichten des AbwA nennt dessen nunmehriger Leiter die folgenden Beispiele:
- „In den 1980er-Jahren wurde durch das Abwehramt eine rege Tätigkeit von Friedensaktivisten festgestellt, die durch Auswertung von öffentlich zugänglichen Grundbuch- und Vermessungsbüchern und anschließender Aufklärung vor Ort Daten gewonnen hatten. In der Folge wurde ein wesentlicher Teil des Verteidigungsdispositivs mit den integrierten Festen Anlagen im Kleinen Erlauftal publik gemacht.
- Im Jahre 1985 gestand ein ungarischer Überläufer (ein Angestellter der ungarischen Schiffahrts-AG), dass er den Auftrag hatte, jährlich alle bekannten militärischen Anlagen in Oberösterreich von der Angriffseite her zu fotografieren und die private Situation von hochgestellten Persönlichkeiten zu erheben.
- 1989 gelang es dem AbwA, zwei ungarische „Brauchtumsforscher“, die bei einer Gefechtsübung der Militärakademie eine Autopanne vortäuschten und Aufnahmen von militärischen Hinweistafeln sowie Gefechtsständen machten, in Zusammenarbeit mit der Staatspolizei festzunehmen.
- 1990 wollte ein russischer Diplomat den Geschäftsführer einer medizintechnischen Firma dafür gewinnen, Unterlagen über Forschungsprojekte des Heeresspitals Stammersdorf und des Forschungszentrums Seibersdorf zu liefern.
- Im Rahmen der Jugoslawienkrise 1991 observierten Beamte des Abwehramtes und der Staatspolizei einen mutmaßlichen Angehörigen des jugoslawischen Geheimdienstes, der sich in auffälliger Weise für die Kasernen im Grenzgebiet interessierte. Vermutet wurde eine gezielte Ausspähung von Sperren sowie Munitions- und Waffenlagern. […] Beamte des Abwehramtes wurden auch immer wieder zur Unterstützung der Ermittlungen der Staats- und Kriminalpolizei eingesetzt.“[31]

- „Am 10. Juli 2009 setzte der Nationalrat durch gemeinsamen Beschluss aller fünf Fraktionen einen Untersuchungsausschuss zur Klärung von ‚Abhör- und Beeinflussungsmaßnahmen im Bereich des Parlaments‘ ein. Drei Punkte umfassten den Untersuchungsauftrag des Ausschusses: Gab es gesetzwidrige Überwachung von Abgeordneten, Bespitzelungen im politischen Umfeld des Parlaments oder eine Einflussnahme ausländischer Geheimdienste auf Abgeordnete? Zum Vorsitzenden des bald kurz ‚Spitzel-Untersuchungsausschusses‘ genannten Gremiums wurde der Abgeordnete Martin Bartenstein gewählt. Nach 17 Sitzungen mit der Befragung von 36 Auskunftspersonen und eines Sachverständigen sowie der Auswertung von über 40.000 Aktenseiten billigte der Nationalrat am 10. Dezember 2009 den Abschlussbericht des Ausschussvorsitzenden.
 Der Untersuchungsausschuss über ‚Abhör- und Beeinflussungsmaßnahmen im Bereich des Parlaments‘ untersuchte auch die Frage der Überwachung von Veranstaltungen im militärischen Umfeld einschließlich der Frage der Auswertung von Kfz-Kennzeichen von Teilnehmern an Veranstaltungen, die im Zusammenhang mit der militärischen Landesverteidigung stehen. Der Untersuchungsausschuss kam zum Schluss, dass Gefährdungsanalysen im Interesse der Sicherung der militärischen Landesverteidigung geboten sind. So weit vorgeschrieben, wurde auch die Zustimmung des Rechtsschutzbeauftragten eingeholt. Gesetzwidrigkeiten konnten also nicht festgestellt werden, auch war der Einsatz des Abwehramtes im Hinblick auf die zu schützenden Rechtsgüter und die festgestellte Gefahrenlage verhältnismäßig.“[32]

## Sonstiges
Seit 2012 veranstaltet das Abwehramt gemeinsam mit dem Innenministerium, der Cyber Security Austria, dem Kuratorium Sicheres Österreich und Kooperationspartnern aus dem Bildungsbereich, Wirtschaft und anderen einen Hacker-Wettbewerb, die Cyber Security Challenge Austria.